# Los Angeles Wolves 1967
Questa pagina raccoglie i dati riguardanti il Los Angeles Wolves nelle competizioni ufficiali della stagione 1967.

## Stagione
La squadra disputò l'unica edizione del campionato dell'United Soccer Association, lega che poteva fregiarsi del titolo di campionato di Prima Divisione su riconoscimento della FIFA, nel 1967: quell'edizione della Lega fu disputata utilizzando squadre europee e sudamericane in rappresentanza di quelle della USA, che non avevano avuto tempo di riorganizzarsi dopo la scissione che aveva dato vita al campionato concorrente della National Professional Soccer League; la squadra di Los Angeles fu rappresentata dagli inglesi del Wolverhampton. I "Wolves" vinsero la Western Division e batterono in finale i Washington Whips che erano rappresentati dagli scozzesi dell'Aberdeen.

## Organigramma societario
Area direttiva
- Presidente: Jack Kent Cooke

Area tecnica
- Allenatore: Ronnie Allen

## Rosa
| N. |                        | Ruolo | Calciatore      |
| -- | ---------------------- | ----- | --------------- |
| 1  | Inghilterra (bandiera) | P     | Phil Parkes     |
| 2  | Inghilterra (bandiera) | D     | Gerry Taylor    |
| 3  | Inghilterra (bandiera) | D     | Bobby Thomson   |
| 4  | Inghilterra (bandiera) | D     | Mike Bailey     |
| 4  | Inghilterra (bandiera) | D     | John Holsgrove  |
| 5  | Inghilterra (bandiera) | D     | Graham Hawkins  |
| 5  | Inghilterra (bandiera) | D     | David Woodfield |
| 6  | Inghilterra (bandiera) | C     | David Burnside  |
| 7  | Inghilterra (bandiera) | C     | Terry Wharton   |

| N. |                             | Ruolo | Calciatore      |
| -- | --------------------------- | ----- | --------------- |
| 8  | Inghilterra (bandiera)      | A     | Ernie Hunt      |
| 9  | Irlanda del Nord (bandiera) | A     | Derek Dougan    |
| 10 | Inghilterra (bandiera)      | A     | Peter Knowles   |
| 11 | Scozia (bandiera)           | C     | Pat Buckley     |
| 11 | Inghilterra (bandiera)      | C     | David Wagstaffe |
| 12 | Inghilterra (bandiera)      | P     | Fred Davies     |
| 14 | Canada (bandiera)           | A     | Les Wilson      |
| 15 | Inghilterra (bandiera)      | A     | Alun Evans      |
|    | Inghilterra (bandiera)      | A     | Ronnie Allen    |